# NAG-Triebwagengetriebe
Das NAG-Triebwagengetriebe war ein kompaktes mechanisches halbautomatisches Schaltgetriebe, das für die ersten von der Deutschen Reichsbahn verwendeten benzolmechanischen Triebwagen verwendet wurde. Es eignete sich für kleinere Motoren mit einer Leistung um 55 kW. Das Getriebe wurde in der Zwischenzeit über das TAG-Getriebe weiterentwickelt bis zu dem noch nach 1945 verwendeten Mylius-Getriebe.

## Geschichte

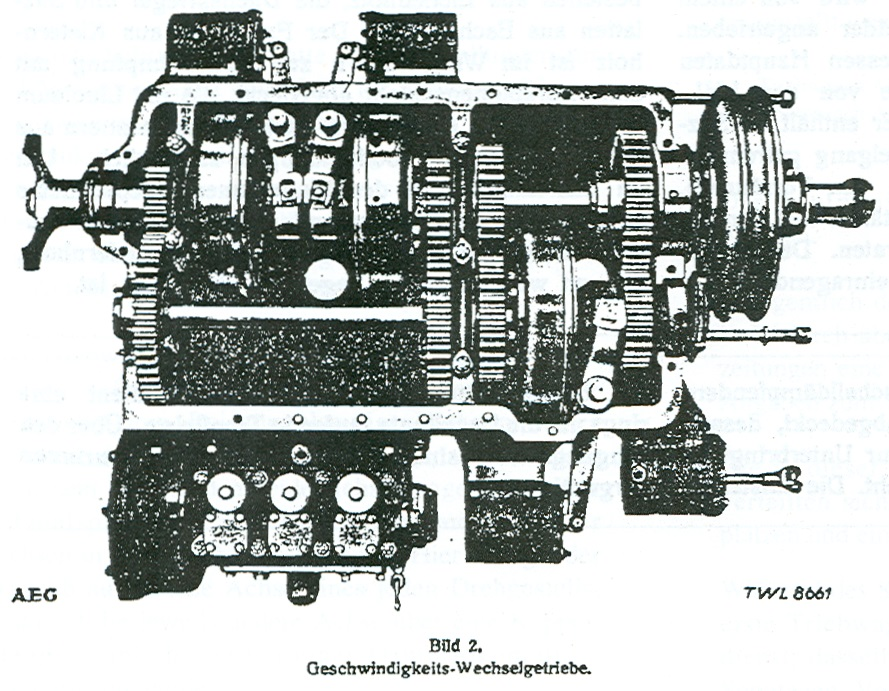
Schnittansicht eines NAG-Schaltgetriebes

Im Gegensatz zu der im Automobilbau verwendeten Praxis der Getriebeschaltung benötigten die ersten Verbrennungstriebwagen für ihre mechanische Kraftübertragung ein größeres Drehmoment. Um den Getriebeverschleiß in Grenzen zu halten, entschied sich die Deutsche Reichsbahn bei ihren ersten Triebwagen für ein Getriebe, bei dem die zu schaltenden Räderpaare ständig im Eingriff standen.
Das Getriebe erscheint zum ersten Mal 1925 mit dem Viergang-Wechselgetriebe WG 70 von der Nationalen Automobil-Gesellschaft für die Triebwagen der Reihe 701-704 und wurde daraufhin bei etwa 100 ein- oder zweimotorigen Triebwagen verwendet. Ein Einsatz bei Privatbahnen in Deutschland ist nicht bekannt.
Ein besonderes Einsatzgebiet hatten die Getriebe in den Schmalspurtriebwagen CVE VT 1 und VT 2. Bei der Umrüstung der Fahrzeuge auf neuere Antriebsmotoren blieb die Getriebekonfiguration erhalten und wurde bis zu deren Ausmusterung verwendet. Von den anderen bekannten Fahrzeugen mit diesen Getrieben ist keine vorzeitige Getriebeänderung bekannt. Grund für die Ausmusterung der Fahrzeuge war die veraltete Ausrüstung der Fahrzeuge mit Ottomotor.

## Aufbau und Wirkungsweise
Bei dieser Getriebekonfiguration ist der Motor mit dem Getriebe direkt über eine Gelenkwelle verbunden. Wie bei allen halbautomatischen Schaltgetrieben wird der Schaltvorgang nicht vom Triebwagenführer direkt betätigt, sondern die Schaltung geschieht mit pneumatischer Steuerung. Die Gangschaltung konnte erst vollzogen werden, wenn sich der Fahrschalter auf Stellung 0 oder 1 befand, wodurch ein Aufschalten bei voller Leistung verhindert wurde. 
Bei diesem Getriebe waren die zu schaltenden Zahnradpaare ständig im Eingriff. Der jeweilige Gang wurde durch den Lokführer vorgewählt, und mit von Druckluft gesteuerten und von Gestänge betätigten Reibungskupplungen wurde der betreffende Gang stoßfrei geschaltet. Die Kupplungsbacken bestanden aus einem besonders imprägnierten Gewebe, dadurch wurde bei Abnutzung ein sanfter Getriebeeingriff realisiert. Außerdem liefen sämtliche Zahnräder sowie die Kupplungen des zweiten bis vierten Ganges im Ölbad. Die Kupplung des ersten Ganges war besonders kräftig ausgebildet und lag für eine bessere Wärmeabfuhr außerhalb des eigentlichen Getriebegehäuses, sie war in einem extra Gehäuse mit extra Kühlrippen untergebracht.
Von der Abtriebswelle des Schaltgetriebes wurde das Wendegetriebe mit einer kurzen Gelenkwelle angetrieben. Es wurde ebenfalls pneumatisch geschaltet. Da die Schaltung nur im Stillstand geschehen konnte, wurde bei ihm die Anordnung mit seitlich verschiebbaren Zahnrädern belassen. Für alle Wartungsarbeiten an dem Schalt- und dem Wendegetriebe waren im Wagenboden Klappen angeordnet. Vom Wendegetriebe wurde(n) über Gelenkwellen und Kegelrad-Achsgetriebe die Antriebsachse(n) angetrieben. Das Getriebegehäuse war einerseits auf der Antriebsachse gelagert und andererseits von einer Drehmomentstütze geführt. Diese war in Gleitstücken frei gelagert, so dass sich die jeweilige Achse dem Kurvenradius entsprechend einstellen konnte.

## Mit dem Getriebe zur Auslieferung ausgerüstete Fahrzeuge
Mit dem Getriebe wurden folgende Fahrzeuge von Werk an ausgerüstet:
- DR-Baureihe 701 bis 704, zweiachsige benzolmechanische Triebwagen von 1926,
- DR 713/714 und 715/716, zweiachsige benzolmechanische Doppeltriebwagen von 1925,
- DR 755 bis 756, vierachsige benzolmechanische Triebwagen mit Doppelmaschinenanlage von 1926,
- BBÖ VT 10, ein zweiachsiger benzolmechanischer Triebwagen der BBÖ von 1925,
- CVE VT 1 und VT 2, vierachsige Triebwagen der Luxemburgischen Schmalspurbahnen (Chemins de Fer à Voie Etroite (CVE))